# 321485 Cross
321485 Cross este o planetă minoră (asteroid) din centura de asteroizi. A fost descoperită pe 18 septembrie 2009 la Saint-Sulpice de Bernard Christophe⁠(d) și a fost numită după Henri-Edmond Cross. 
Obiectul prezintă o orbită caracterizată de o semiaxă mare de 2,3750009595279 UAi, o excentricitate de 0,17, o înclinație de 1,1 ° în raport cu ecliptica.